# Llista de resolucions del Consell de Seguretat de les Nacions Unides 2401 a la 2500
Aquesta és una llista entre les resolucions 2401 a 2500 del Consell de Seguretat de les Nacions Unides aprovades des del 24 de febrer de 2018.
| Resolució      | Data                   | Votació                                                                            | Assumpte |
| -------------- | ---------------------- | ---------------------------------------------------------------------------------- | --- |
| Resolució 2401 | 24 de febrer de 2018   | 15–0–0                                                                             | Alto el foc a Síria                                                                                                |
| Resolució 2402 | 26 de febrer de 2018   | 15–0–0                                                                             | Sancions contra el Iemen                                                                                           |
| Resolució 2403 | 28 de febrer de 2018   | 15–0–5                                                                             | Renúncia de Hisashi Owada com a jutge del Tribunal Internacional de Justícia                                       |
| Resolució 2404 | 28 de febrer de 2018   | 15–0–5                                                                             | Situació a Guinea Bissau                                                                                           |
| Resolució 2405 | 8 de març de 2018      | 13–0–2 (Abstencions; Regne Unit, Estats Units)                                     | La situació a l'Afganistan                                                                                         |
| Resolució 2406 | 15 de març de 2018     | 15–0–0                                                                             | Situació al Sudan                                                                                                  |
| Resolució 2407 | 21 de març de 2018     | 15–0–0                                                                             | Panell de sancions contra Corea del Nord                                                                           |
| Resolució 2408 | 27 de març de 2018     | 15–0–0                                                                             | La situació a Somàlia                                                                                              |
| Resolució 2409 | 27 de març de 2018     | 15–0–0                                                                             | La situació a la República Democràtica del Congo                                                                   |
| Resolució 2410 | 10 d'abril de 2018     | 13–0–2 (Abstencions; Xina, Rússia)                                                 | Situació a Haití                                                                                                   |
| Resolució 2411 | 13 d'abril de 2018     | 15–0–0                                                                             | Ampliació del mandat de la UNISFA a Sudan del Sud                                                                  |
| Resolució 2412 | 23 d'abril de 2018     | 15–0–0                                                                             | Ampliació del mandat de la UNISFA a Sudan del Sud                                                                  |
| Resolució 2413 | 26 d'abril de 2018     | 15–0–0                                                                             | Propostes per accelerar la construcció de la pau                                                                   |
| Resolució 2414 | 27 d'abril de 2018     | 12–0–3                                                                             | Ampliació del mandat de la MINURSO al Sàhara Occidental                                                            |
| Resolució 2415 | 15 de maig de 2018     | 15–0–0                                                                             | Ampliació del mandat de l'AMISOM a Somàlia                                                                         |
| Resolució 2416 | 15 de maig de 2018     | 15–0–0                                                                             | Ampliació del mandat de la UNISFA al Abyei                                                                         |
| Resolució 2417 | 24 de maig de 2018     | 15–0–0                                                                             | Protecció de civils en conflicte armat                                                                             |
| Resolució 2418 | 31 de maig de 2018     | 9–0–6 (Abstencions; Xina, Rússia, Bolívia, Etiòpia, Guinea Equatorial, Kazakhstan) | La situació a Sudan i Sudan del Sud                                                                                |
| Resolució 2419 | 6 de juny de 2018      | 15–0–0                                                                             | Manteniment de la pau i seguretat internacionals                                                                   |
| Resolució 2420 | 11 de juny de 2018     | 15–0–0                                                                             | La situació a Líbia                                                                                                |
| Resolució 2421 | 14 de juny de 2018     | 15–0–0                                                                             | La situació a l'Iraq                                                                                               |
| Resolució 2422 | 27 de juny de 2018     | 14–0–1 (Abstencions: Rússia)                                                       | Mecanisme Residual dels Tribunals Penals Internacionals                                                            |
| Resolució 2423 | 28 de juny de 2018     | 15–0–0                                                                             | La situació a Mali                                                                                                 |
| Resolució 2424 | 29 de juny de 2018     | 15–0–0                                                                             | La situació a la República Democràtica del Congo                                                                   |
| Resolució 2425 | 29 de juny de 2018     | 15–0–0                                                                             | Informe del Secretari general sobre Sudan i Sudan del Sud                                                          |
| Resolució 2426 | 29 de juny de 2018     | 15–0–0                                                                             | La situació a Orient Mitjà                                                                                         |
| Resolució 2427 | 9 de juliol de 2018    | 15–0–0                                                                             | Nens i conflictes armats                                                                                           |
| Resolució 2428 | 13 de juliol de 2018   | 9–0–6 (abstencions: Bolívia, Xina, Guinea Equatorial, Etiòpia, Kazakhstan, Rússia) | Informe del Secretari General sobre Sudan i Sudan del Sud                                                          |
| Resolució 2429 | 13 de juliol de 2018   | 15–0–0                                                                             | Ampliació del mandat d'UNAMID                                                                                      |
| Resolució 2430 | 26 de juliol de 2018   | 15–0–0                                                                             | La situació a Xipre                                                                                                |
| Resolució 2431 | 30 de juliol de 2018   | 15–0–0                                                                             | La situació a Somàlia                                                                                              |
| Resolució 2432 | 30 d'agost de 2018     | 15–0–0                                                                             | Renovació de les sancions contra Mali                                                                              |
| Resolució 2433 | 30 d'agost de 2018     | 15–0–0                                                                             | Extensió del mandat de la UNIFIL                                                                                   |
| Resolució 2434 | 13 de setembre de 2018 | 15–0–0                                                                             | Extensió del mandat de la UNSMIL                                                                                   |
| Resolució 2435 | 13 de setembre de 2018 | 15–0–0                                                                             | Extensió del mandat de la Missió de Verificació de l'ONU a Colòmbia                                                |
| Resolució 2436 | 21 de setembre de 2018 | 15–0–0                                                                             | Millores en el rendiment del personal de les Nacions Unides.                                                       |
| Resolució 2437 | 3 d'octubre de 2018    | 15–0–0                                                                             | Renova l'autorització als estats per inspeccionar vaixells sospitosos de contraban de migrants a la costa de Líbia |
| Resolució 2438 | 11 d'octubre de 2018   | 15–0–0                                                                             | Renova el mandat d'UNISFA                                                                                          |
| Resolució 2439 | 30 d'octubre de 2018   | 15–0–0                                                                             | Condemna atacs a la R.D. del Congo                                                                                 |
| Resolució 2440 | 31 d'octubre de 2018   | 12–0–3 (abstencions: Bolívia, Etiòpia, Rússia)                                     | Renova el mandat de MINURSO                                                                                        |
| Resolució 2441 | 5 de novembre de 2018  | 13–0–2 (abstencions: Xina, Rússia)                                                 | Manté el mandat del Panell d'Experts a Líbia                                                                       |
| Resolució 2442 | 6 de novembre de 2018  | 15–0–0                                                                             | Estén 12 mesos les forces contra la pirateria a Somàlia                                                            |
| Resolució 2443 | 6 de novembre de 2018  | 15–0–0                                                                             | Renova mandat d'EUFOR Althea a Bòsnia i Hercegovina                                                                |
| Resolució 2444 | 14 de novembre de 2018 | 15–0–0                                                                             | Aixecament de les sancions contra Eritrea i manteniment de les de Somàlia                                          |
| Resolució 2445 | 15 de novembre de 2018 | 15–0–0                                                                             | Extensió del mandat d'UNISFA                                                                                       |
| Resolució 2446 | 15 de novembre de 2018 | 15–0–0                                                                             | Extensió del mandat de MINUSCA                                                                                     |
| Resolució 2447 | 13 de desembre de 2018 | 15–0–0                                                                             | Operacions de Pau de les Nacions Unides                                                                            |
| Resolució 2448 | 13 de desembre de 2018 | 13–0–2 (abstencions: Xina, Rússia)                                                 | Extensió del mandat de MINUSCA                                                                                     |
| Resolució 2449 | 13 de desembre de 2018 | 13–0–2 (abstencions: Xina, Rússia)                                                 | La situació a Orient Mitjà (Síria)                                                                                 |
| Resolució 2450 | 21 de desembre de 2018 | 15–0–0                                                                             | Renovació del mandat de la UNDOF                                                                                   |
| Resolució 2451 | 21 de desembre de 2018 | 15–0–0                                                                             | La situació al Iemen                                                                                               |